# Miro Kloosterman
Pour les articles homonymes, voir Kloosterman.
Miro Kloosterman, né le 29 février 1980 à Emmen, est un acteur et mannequin néerlandais.

## Biographie
Miro Kloosterman naît le 29 février 1980 à Emmen.
En 2014 il commence à jouer dans Goede tijden, slechte tijden (GTST).

## Filmographie

### Cinéma et téléfilms
- 2007 : Shopping : Donor
- 2007 : Sportlets : Ballistico
- 2009 : The Light at the End of the Tunnel : He
- 2009 : Wat is daarop uw antwoord? : L'ami
- 2009 : Het leven uit een dag (nl) : L'ami de Gino & Tino
- 2014-2017 : Goede tijden, slechte tijden : Thijs Kramer[3],[4]
- 2016 : Hartenstrijd (nl) : Benno
- 2017 : The Passion (nl) : Le criminel[5]
- 2017 : Into the waves : Miro

### Comédie musicale
- 2016 : The Bodyguard[6]